# Hockeria dioculata
Hockeria dioculata är en stekelart som först beskrevs av Girault 1930.  Hockeria dioculata ingår i släktet Hockeria och familjen bredlårsteklar. Inga underarter finns listade i Catalogue of Life.